# Молдова-фильм
«Молдова-фильм» (рум. Moldova-film, Молдова-филм) — советская и молдавская киностудия художественных, анимационных и хронико-документальных фильмов, основанная в 1952 году.

## История
«Молдова-фильм» берёт начало от корреспондентского пункта Украинской кинохроники, созданного в Кишинёве в 1940 году после присоединения Молдавии к СССР. В 1944 году корреспондентский пункт возобновил свою работу. 26 апреля 1952 года на его базе была создана киностудия хронико-документальных фильмов. Директором стал Виктор Макарович Шевелов, заместитель Министра культуры МССР, автор романа «Те, кого мы любим, — живут». 24 января 1957 года она была преобразована в киностудию художественных и хронико-документальных фильмов и получила название «Молдова-фильм». В советское время в состав киностудии входили пять творческих объединений («Арта», «Лумина», «Лучафэрул», «Панорама», «Стелуца»), ежегодно выпускающих до 6 полнометражных игровых фильмов (три из которых по заказу Центрального телевидения), 4 мультфильма, 25 документальных и 20 научно-популярных и учебных фильмов, а также 12 номеров киножурнала «Советская Молдавия» и 6 номеров сатирического журнала «Устурич».
В 1971 году государственная премия СССР была присуждена фильму «Обвиняются в убийстве». Государственная премия МССР была присуждена фильмам «Дмитрий Кантемир» (1976) и «Большая малая война» (1982). Фильм «Последний месяц осени» (1965) получил Гран-при на Международном фестивале фильмов для юношества в Каннах в 1967 году. Фильм «Лаутары» (1971) получил вторую премию (Серебряная Раковина) международного фестиваля в Сан-Себастьяне (1972), специальную премию жюри международного фестиваля в Сан-Себастьяне (1972), Серебряную Нимфу международного кинофестиваля в Неаполе (1972) и специальный диплом международного кинофестиваля в Орвиенто (1972). Фильм «Сады идут в завтра» (1974) был удостоен золотой медали на Международном фестивале сельскохозяйственных фильмов в Пардубице в 1974 году. Мультипликационный фильм «Гайдук» был награждён «Золотой пальмовой ветвью» на 39-м Каннском кинофестивале в 1986 году в разделе короткометражного кино.
До 1982 года «Молдова-фильм» выпустила 120 художественных и 800 документальных фильмов, 750 номеров киножурнала «Советская Молдавия», 40 номеров журнала «Устурич» и 40 мультипликационных фильмов. На киностудии, среди прочих, дебютировали в кино режиссёры Георгий Натансон, Михаил Калик, Эмиль Лотяну, Вадим Дербенёв и Пётр Тодоровский (как оператор), одни из своих первых ролей сыграли актёры Татьяна Васильева («Марк Твен против», 1975) и Михаил Боярский («Мосты», 1974). В студии работали такие режиссёры как Валериу Гажиу, Моисей Израилев, Валериу Жереги и Михаил Тимофти, а также художник-постановщик Анатолий Смышляев. Музыку ко многим фильмам киностудии писал известный молдавский композитор Евгений Дога.
В начале 1990-х годов из-за недостатка средств деятельность киностудии резко сократилась.
На 2023 года деятельность не связанна с искусством и производством кино. Комплекс «Молдова-фильм» занимает площадь почти 6 гектаров в столичном районе Телецентр, находится в государственной собственности, управляется Агентством публичной собственности. Киностудия продолжает существовать в основном за счет сдачи помещений в аренду, так административное здание площадью более 2 тыс. кв. занимают более 60 арендаторов, что ежегодно приносит около 4,5 млн леев. Когда-то на киностудии работало более 1100 человек, теперь 43 человека включая охрану. Сотрудники поддерживают в порядке архив кинофильмов, занимаются оцифровыванием — из более чем 2000 фильмов, находящихся на хранении «Молдова-фильм», оцифровано около 180.

## Фильмы
См: Список фильмов студии «Молдова-фильм»
- 1957 — Белая акация
- 1958 — Атаман Кодр
- 1959 — Колыбельная
- 1959 — Я вам пишу
- 1960 — Жил-был мальчик
- 1961 — Орлиный остров
- 1961 — Человек идёт за солнцем
- 1962 — Армагеддон
- 1962 — Путешествие в апрель
- 1963 — Ждите нас на рассвете
- 1963 — Когда улетают аисты
- 1964 — Последняя ночь в раю
- 1965 — Последний месяц осени
- 1966 — Горькие зёрна
- 1966 — Красные поляны
- 1967 — Марианна
- 1967 — Нужен привратник
- 1968 — Любить…
- 1968 — Рыцарь мечты
- 1968 — Свадьба во дворце
- 1968 — Сергей Лазо
- 1968 — Это мгновение
- 1969 — Обвиняются в убийстве
- 1969 — Один перед любовью
- 1970 — Взрыв замедленного действия
- 1970 — Кража
- 1970 — Крутизна
- 1970 — Риск
- 1971 — Красная метель
- 1971 — Лаутары
- 1971 — Лето рядового Дедова
- 1971 — Последний форт
- 1972 — Весенние созвучия
- 1972 — Зарубки на память
- 1972 — Мальчишки — народ хороший
- 1972 — Осенью встречаемся дома
- 1972 — Последний гайдук
- 1972 — Спасённое имя
- 1973 — Дом для Серафима
- 1973 — Мария Кодряну
- 1973 — Мосты
- 1973 — Родной дом
- 1973 — Тихоня
- 1974 — Все улики против него
- 1974 — Гнев
- 1974 — Дмитрий Кантемир
- 1974 — Долгота дня
- 1974 — Мужчины седеют рано
- 1974 — Осенние грозы
- 1975 — Конь, ружьё и вольный ветер
- 1975 — Между небом и землёй
- 1975 — Никушор из племени ТВ
- 1976 — Марк Твен против…
- 1976 — Не верь крику ночной птицы
- 1976 — Никто, кроме тебя
- 1976 — По волчьему следу
- 1976 — Случай на фестивале
- 1976 — Фаворит
- 1977 — Корень жизни
- 1977 — Своя земля
- 1977 — Сказание о храбром витязе Фэт-Фрумосе
- 1978 — Агент секретной службы
- 1978 — Когда рядом мужчина
- 1978 — Крепость
- 1978 — Подозрительный
- 1979 — Встреча с Паганини
- 1979 — Здравствуйте, я приехал!
- 1979 — И придёт день…
- 1979 — Подготовка к экзамену
- 1979 — Эмиссар заграничного центра
- 1979 — Я хочу петь
- 1980 — Большая-малая война
- 1980 — Кодовое название «Южный гром»
- 1980 — Родила меня мать счастливым…
- 1980 — У чёртова логова
- 1981 — Где ты, любовь?
- 1981 — Женщина в белом
- 1981 — Ошибка Тони Вендиса
- 1981 — Мария, Мирабела
- 1982 — Всё могло быть иначе
- 1982 — Июньский рубеж
- 1982 — Лебеди в пруду
- 1982 — Свадебное путешествие перед свадьбой
- 1982 — Эта мужская дружба
- 1983 — Будь счастлива, Юлия!
- 1983 — Вам телеграмма
- 1983 — Найди на счастье подкову
- 1983 — Я готов принять вызов
- 1984 — Как стать знаменитым
- 1984 — Маленькое одолжение
- 1984 — Тревожный рассвет
- 1985 — Дикий ветер
- 1985 — Жизнь и бессмертие Сергея Лазо
- 1985 — О возвращении забыть
- 1985 — Осторожно, переезд!
- 1985 — Тихая застава
- 1986 — Кто войдёт в последний вагон
- 1986 — Одинокий автобус под дождём
- 1986 — Таинственный узник
- 1987 — Гобсек
- 1987 — Деревянная пушка
- 1987 — Иона
- 1987 — Лучафэрул
- 1987 — Честь имею
- 1988 ― Гражданский иск
- 1988 — Диссидент
- 1988 — Западня
- 1988 — Коршуны добычей не делятся
- 1988 — Недолгий танец любви
- 1989 — Без надежды надеюсь
- 1989 — Вдвоём на грани времени
- 1989 — Тайные милости
- 1990 — Чёрная магия, или Свидание с дьяволом
- 1991 — Игра в смерть, или посторонний
- 1992 — Виновата ли я

## Мультфильмы
См: Список мультфильмов студии «Молдова-фильм»
- 1968 — Коза и трое козлят
- 1971 — Аистенок Кич
- 1971 — Гугуцэ
- 1972 — Матрица
- 1975 — Парта Гугуцэ
- 1976 — Гугуцэ-почтальон
- 1976 — Сказка про охотника
- 1978 — Если верить в сказку
- 1979 — Подарок Гугуцэ
- 1979 — Про холодильник, серых мышей и гарантийных человечков
- 1980 — Гугуцэ-парикмахер
- 1980 ― Мэрцишор ― праздник весны
- 1980 — Два соседа
- 1981 — Дети, солнышко и снег
- 1981 — Андриеш
- 1981 — Как нашли друга
- 1982 — Про белую розу, которая умела краснеть
- 1982 — За нечаянно бьют отчаянно?
- 1982 — Остановите поезд
- 1982 — Старик и дерево
- 1983 ― Два родника
- 1984 — Школа с уклоном, или урок-опера для родителей
- 1985 — Гайдук
- 1986 — Ветка клена
- 1986 — Леди и джентльмены. Для вас
- 1986 — Леди и джентльмены. Коррида
- 1986 — Ням-ням
- 1986 — Сказка десятого этажа
- 1986 — Снежная сказка
- 1988 — Перевёрнутый мир
- 1989 — Все цвета
- 1990 — И было жорошо
- 1990 — Ох, этот мир! Карта
- 1990 — Ох, этот мир! Рыжий
- 1991 — Перпетуум мобиле... Муравейник